# Casino de Montréal
Das Casino de Montréal ist eine Spielbank in der kanadischen Stadt Montreal. Sie befindet sich auf der Île Notre-Dame. Mit 3200 Spielautomaten und 115 Spieltischen auf einer Fläche 48.900 m² ist sie die größte Spielbank des Landes; auch weltweit gehört sie zu den zehn größten.
Die Spielbank ist jeden Tag während 24 Stunden geöffnet. Sie ist im Besitz der Société des casinos du Québec, einer Tochtergesellschaft von Loto-Québec, der staatlichen Lotteriegesellschaft der Provinz Québec. Zur Spielbank gehören außerdem ein Hotel mit 300 Zimmern, vier Restaurants, vier Bars, ein Cabaretsaal mit 2500 Plätzen sowie Räume für Konferenzen und Bankette.
Nachdem die Provinzregierung 1992 ein Spielbankengesetz erlassen hatte, wurde das Casino am 9. Oktober 1993 eröffnet. Dabei nutzte man ein bereits bestehendes Gebäude, den ehemaligen französischen Pavillon der Weltausstellung Expo 67. Erweiterungen erfolgten 1994 mit der Übernahme des Expo-Pavillons der Provinz Québec und 1996 mit der Errichtung eines Annexgebäudes.